# المواد الإباحية في الصين

خريطة توضح قوانين المواد الإباحية في العالم.
قانوني بالكامل
قانوني جزئيًا، تحت بعض القيود، أو حالة غامضة
غير قانوني
البيانات غير متوفرة

يحظر القانون الجنائي الصيني المواد الإباحية في الصين بشكل صارم. ويجوز الحكم على من ينتج أو ينشر أو يبيع مواد جنسية صريحة بالسجن مدى الحياة. هناك حملة مستمرة ضد «التلوث الروحي»، وهو المصطلح الذي يشير إلى حملة الحزب الشيوعي الصيني ضد التلوث الروحي لعام 1983. على الرغم من أن المواد الإباحية غير قانونية، فهي متاحة عبر الإنترنت.